# Partida d'Alpicat
|  | Aquest article tracta sobre la partida de Lleida. Si cerqueu el municipi del Segrià, vegeu «Alpicat». |

Alpicat és una partida de l'Horta de Lleida, de Lleida.
D'origen islàmic, no s'ha de confondre amb el municipi de Vilanova d'Alpicat (o Alpicat), al qual donà nom al separar-se'n mitjançant la Carta de Poblament de Castellblanc de Llitera, que atorgà el rei Alfons I el Cast el 13 de novembre de 1174 i situant la vila escindida al peu del Tossal Gros.
El nom d'Alpicat, de l'àrab Al-biqcat, significa "els camps enclotats" i es troba, per primer cop en dita carta de poblament.
Antic vinyet fins al final del segle xix, actualment les seves terres són dedicades als conreus d'horta i arbres fruiters.
És creuada per la carretera N-240, al costat de la qual es troben les basses d'Alpicat, construïdes entre el 1901 i el 1932 per depurar l'aigua del canal de Pinyana (que hi arriba a través de la séquia del Cap), destinada al proveïment d'aigua potable a la ciutat de Lleida, i on es construïren unes famoses piscines públiques, més tard anomenades Parc Municipal Alcalde Pons, avui en dia en desús i en projecte de reaprofitament. Dites piscines compartien espai amb l'avui desaparegut Càmping "Les Basses", únic establiment d'aquest tipus existent al Segrià.
Zona de baixa densitat de població, aquesta habita en torres i xalets.
Disposa de transport públic municipal (Línia 14 - Agrònoms) i comarcal (Línia 128 Lleida - Alpicat i Línia NL3 Corbins - Lleida - Almacelles) 
Limita amb:
- Al nord amb Peixa-Sommès.
- A l'est amb Boixadors.
- Al sud amb Fontanet lo Curt.
- Al sud-est amb terme municipal de Lleida.
- A l'oest amb el Pla de Montsó i amb Fontanet lo Curt.